# Privilège du clergé
En droit anglais, le privilège du clergé (Droit Latin: privilegium clericale) était une disposition en vertu de laquelle les ecclésiastiques pouvaient prétendre qu'ils étaient hors de la juridiction des tribunaux laïcs et, en vertu de la loi canonique, devaient être jugés devant un tribunal ecclésiastique. Diverses réformes ont limité la portée de ce dispositif juridique pour prévenir les abus. Le privilège du clergé avait évolué vers une fiction juridique dans laquelle les primo-délinquants pouvaient recevoir une moindre peine pour certains crimes appelés crimes "clergyable" ("cléricable"). Ce mécanisme juridique a été aboli en 1827, avec une loi sur la peine de mort, le Judgement of Death Act, qui permet aux juges de condamner les primo-délinquants à des peines inférieures.

## Origines
Avant le XIIe siècle, les tribunaux de droit anglais traditionnels étaient présidés conjointement par un évêque et d'un magistrat local. En 1166, cependant, Henri II promulgue les Constitutions de Clarendon qui donne le droit de traduire des clercs devant ses tribunaux royaux. La courts of Assize était au cœur de la lutte de pouvoir entre le roi et Thomas Becket, Archevêque de Canterbury. Becket affirmait que les tribunaux séculiers n'avaient pas compétence à l'égard des ecclésiastiques. Après le meurtre de Becket par quatre chevaliers en 1170, l'opinion publique se retourne contre le roi et il est contraint de faire amende honorable avec l'Église. Dans le cadre du Compromis d'Avranches, Henry a été purgée de toute culpabilité du meurtre de Becket, mais il est convenu que les tribunaux séculiers, à quelques exceptions près (la haute trahison étant l'une d'elles), n'avaient pas compétence sur le clergé.

## Le Miserere
D'abord, afin d'invoquer le bénéfice du clergé, il faut comparaître devant la cour tonsuré et portant la robe. Au fil du temps, cette preuve vestimentaire est remplacée par un test de lecture : l'accusé montre son état clérical par la lecture de la Bible en latin. Cela a permis à des laïcs lettrés d'invoquer le bénéfice du clergé. En 1351, sous Édouard III, cette faille est formalisée dans la loi, le bénéfice du clergé est officiellement étendu à tous ceux qui savaient lire. Par exemple, le dramaturge anglais Ben Jonson, inculpé d'homicide involontaire, évite la pendaison en invoquant le bénéficie du clergé en 1598.
Officieusement, la faille a été encore plus grande, parce que le passage Biblique traditionnellement utilisé pour le test de lecture est, de façon appropriée, le Psaume 51 (50), Miserere mei, Deus, secundum misericordiam tuam ("Ô Dieu ! aie pitié de moi dans ta bonté ; selon ta grande miséricorde"). Ainsi, une personne analphabète qui avaient mémorisé le psaume approprié pouvait également prétendre au bénéfice du clergé. Le Psaume 51 est alors appelé le "verset du cou" puisqu'il permet d'éviter d'avoir la corde au cou en transférant son dossier depuis un tribunal séculier, où la pendaison était une peine classique, vers un tribunal ecclésiastique où les méthodes et les peines étaient plus clémentes.
Le bénéfice du clergé a souvent été appliquée comme un moyen de miséricorde : pendant l'ère élisabéthaine, les tribunaux permettaient à plus de 90% des délinquants de bénéficier de ce droit, ce qui est extrêmement élevé par rapport au taux d'alphabétisation de l'époque. Si l'accusé qui prétendait bénéficier de ce droit était considéré comme méritant particulièrement la peine de mort, les juges lui demandaient de lire un autre passage de la Bible. La plupart des accusés étaient illettrés et avaient simplement mémorisé le Psaume 51, ils étaient incapables de lire un autre passage et étaient condamnés à mort.
Dans les tribunaux ecclésiastiques, la forme la plus commune de procès est la compurgation. L'accusé témoigne pour lui-même et fait le serment que les accusations sont fausses. S'il trouve douze compurgators qui font le serment de croire son serment, alors il est acquitté. Une personne condamnée par un tribunal ecclésiastique pouvait être défroquée et renvoyée aux autorités séculières mais les tribunaux ecclésiastiques anglais sont devenus de plus en plus clément et, dès le XVe siècle, la plupart des condamnations dans ces tribunaux conduisait à une pénitence.

## Développement tardif
Le bénéfice du clergé a été aboli au Royaume-Uni en deux actes. En 1823, le Parlement a officiellement aboli le bénéfice du clergé avec la loi de 1827 sur le droit pénal. Il y avait certains doutes quant à l'efficacité de la présente loi ; une loi est adoptée en 1841, supprimant tous les doutes (statut de la 4e et de la 5e Vict. c. 22, 2 juin 1841).